# Andinia dielsii
Andinia dielsii là một loài thực vật có hoa trong họ Lan. Loài này được (Mansf.) Luer mô tả khoa học đầu tiên năm 2000.